# Paul Dempsey
Paul Anthony Dempsey (Melbourne, 25 maggio 1976) è un cantante australiano, membro dei Something for Kate.

## Biografia
Paul Dempsey ha pubblicato il suo primo album in studio da solista, intitolato Everything Is True, nella seconda metà del 2009; il disco ha esordito al 5º posto delle ARIA Charts ed è stato certificato oro dalla Australian Recording Industry Association. Anche i dischi successivi Shotgun Karaoke (2013) e Strange Loop (2016) sono entrati nella top twenty australiana, rispettivamente in 17ª e 5ª posizione.

## Discografia

### Da solista

#### Album in studio
- 2009 – Everything Is True
- 2013 – Shotgun Karaoke
- 2016 – Strange Loop

#### EP
- 2009 – Counterfeits and Forgeries
- 2009 – iTunes Live from Sydney

### Something for Kate

#### Album in studio
- 1997 – Elsewhere for 8 Minutes
- 1999 – Beautiful Sharks
- 2001 – Echolalia
- 2003 – The Official Fiction
- 2006 – Desert Lights
- 2012 – Leave Your Soul to Science
- 2020 – The Modern Medieval

#### Album dal vivo
- 2008 – Live at the Corner

#### Album video
- 1999 – Big Screen Television
- 2002 – A Diversion

#### Raccolte
- 2000 – Q&A with Dean Martin
- 2004 – Phantom Limbs: Selected B-Sides
- 2007 – iTunes Originals – Something for Kate
- 2007 – The Murmur Years: The Best of Something for Kate 1996 – 2007